# Downtown Disney
Downtown Disney är ett område med affärer, restauranger och övrig underhållning, och ligger på Walt Disney World Resort. Downtown Disney ägs av Walt Disney Company, och öppnades den 22 mars 1975. 
Området är öppet för turister, och ingen entréavgift behövs betalas för att komma in.
Det stora området är uppdelat i tre delar; The Marketplace, Pleasure Island, och the West Side. Varje del har ett speciellt tema.

## Marketplace

### Restauranger/Caféer
| Restauranger/Caféer på Marketplace         |
| ------------------------------------------ |
| Earl of Sandwich                           |
| Ghirardelli Soda Fountain & Chocolate Shop |
| Pollo Campero                              |
| Rainforest Cafe                            |
| T-Rex Cafe                                 |

### Affärer
| Affärer på Marketplace  |
| ----------------------- |
| Cap'n Jack's Marina     |
| Disney's Pin Traders    |
| Goofy's Candy Company   |
| Lego Imagination Center |
| Once Upon A Toy         |
| Team Mickey             |
| Tren-D                  |
| World of Disney         |

## Pleasure Island
Pleasure Island var från början ett område med två komedi-klubbar och fyra dansklubbar, men den 27 september 2008 stängdes alla klubbarna permanent. Nya affärer och restauranger planerades att bygga, men efter lågkonjunkturen 2009 lades dom planerna ned.
Pleasure Island hade en inträdesavgift fram till 2004, då tillkom en avgift.

## West Side

### Restauranger/Caféer
| Restauranger/Caféer på West SIde |
| -------------------------------- |
| Bongos Cuban Cafè                |
| House of Blues                   |
| Planet Hollywood                 |
| Wolfgang Puck Cafè               |

| Affärer på West Side |
| -------------------- |
| Ridemakerz           |

| Underhållning på West Side                                        |
| ----------------------------------------------------------------- |
| AMC Downtown Disney 24 (Den näst största biografen i Nordamerika) |
| Characters in Flight                                              |
| Cirque du Soleil's La Nouba (Cirkus)                              |
| Disney Quest Indoor Interactive Theme Park (Inomhus-temapark)     |